# آيت حدو (آيت وحليم)
آيت حدو هو دُوَّار يقع بجماعة تغبالت، إقليم زاكورة، جهة درعة تافيلالت في المملكة المغربية. ينتمي الدوّار لمشيخة آيت وحليم التي تضم 8 دواوير. يقدر عدد سكانه بـ 945 نسمة حسب الإحصاء الرسمي للسكان والسكنى لسنة 2004.

## وصلات خارجية
- البوابة الوطنية للجماعات الترابية
- المندوبية السامية للتخطيط